# Espinosa de Villagonzalo
Espinosa de Villagonzalo es una localidad y municipio de la provincia de Palencia (Castilla y León, España).

## Historia

### Toponimia
Su nombre deriva de la palabra latina spinus, al que se le añade el sufijo -osa, lo cual indica abundancia. De ahí que el topónimo del pueblo venga a significar el lugar abundante en espinas. Por otro lado Villagonzalo es un anexo localizador, común en la zona desde el siglo XIX, en recuerdo un primitivo despoblado cercano denominado Villagonzalo. Este despoblado, granja o pequeña hacienda, tomó a su vez el nombre de un nombre godo llamado inicialmente Gundisalvus, luego Gonzalo. 

### Orígenes
Al finalizar el siglo XI, tres eran los lugares que formaban el actual término municipal de Espinosa de Villagonzalo: 
- El entonces conocido como Spinosa con la iglesia de Santa Cecilia.
- El despoblado de Villa Gonzalo que contaba con la iglesia de San Juan.
- Castrogonzalo, ya también despoblado y que tal vez apuntara a un sistema defensivo en el que los habitantes de Villa Gonzalo se refugiaran en momentos de dificultad.

Un siglo más adelante, en los últimos años del siglo XII, el rey Alfonso VIII donaría la villa de Espinosa de Villagonzalo a la Orden de San Juan de Jerusalén pues ya era para entonces la única villa habitada.

## Geografía humana

### Demografía
Cuenta con una población de 154 habitantes (INE 2024).
| Gráfica de evolución demográfica de Espinosa de Villagonzalo entre 1842 y 2021                                        |
| |
| Población de derecho según los censos de población del INE. Población de hecho según los censos de población del INE. |

| 1900 | 1910 | 1920 | 1930 | 1940 | 1950 | 1960 | 1970 | 1981 | 1991 | 2015 |
| 680  | 679  | 718  | 724  | 740  | 783  | 716  | 615  | 392  | 273  | 201  |

## Patrimonio

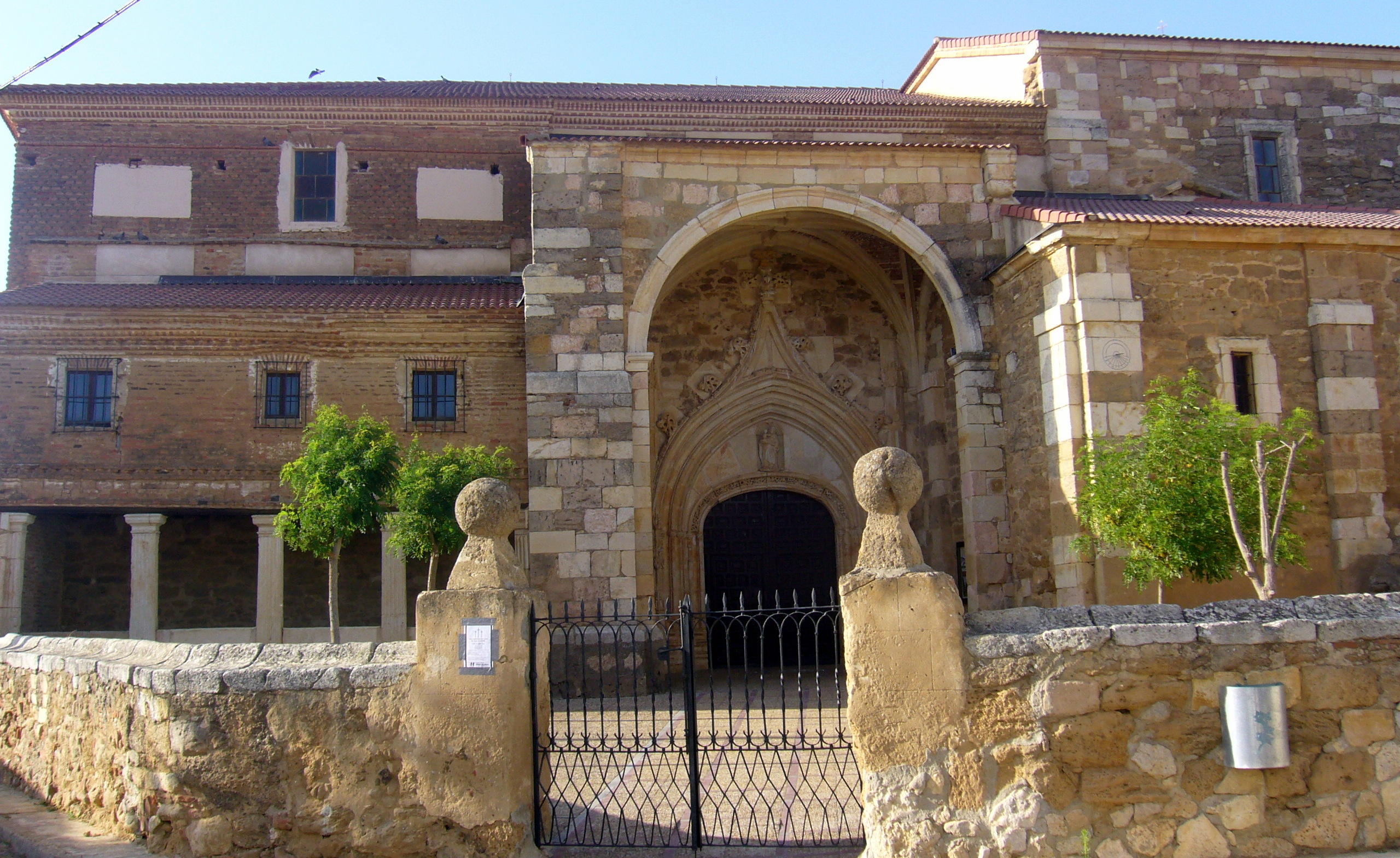
Fachada de la iglesia de Santa Cecilia.

- Iglesia Parroquial de Santa Cecilia: templo parroquial. Su torre se haya exenta, separada del cuerpo principal. Éste está construido con mampostería, cantería y ladrillo, y se articula en torno a tres naves con bóvedas de cañón en los laterales y de arista en la central. Su entrada es gótica, con arco conopial, escultura en piedra de la virgen y estructura pétrea precedida y resguardada por un portal y una cerca que acogía el antiguo cementerio. El crucero está cubierto con cúpula rebajada. En el interior, la nave del evangelio dispone de tres retablos: uno neoclásico con varias esculturas del siglo XVIII y un muy buen relieve de la Piedad del siglo XVI. Otro es rococó con pinturas de las Ánimas del siglo XVIII y el otro, colateral, con esculturas del mismo siglo dedicado a Santiago, Santo Toribio y San Joaquín. El retablo mayor del presbiterio es de mediados del siglo XVIII. En la nave de la Epístola, dos retablos rococós: uno con una buena escultura de Santa Bárbara, y el otro con diversas esculturas del siglo XVII. En la Sacristía, una buenísima cajonería de 1767, un buen hostiario de 1643, dos cálices del siglo XVI, un viril, dos cetros de plata etc. Y en el coro, una sillería rococó y un órgano barroco.

- Crucero gótico: datado en el siglo XV y conservado en la plaza mayor del pueblo. Obra del entallador palentino Alfonso del Portillo, quien además fue regidor de la ciudad de Palencia en los años finales de ese siglo XV.

- Friso románico: en el cementerio de esta localidad se conservaron, hasta el año 1932, unos restos de un friso con un interesante apostolado románico que en su día estuviera ubicado en alguna de las iglesias citadas. Tales restos, tras pasar a la iglesia parroquial, se llevaron al museo Marés de Barcelona, donde actualmente se encuentra.

## Cultura

### Fiestas patronales
- San Juan Bautista: 24 de junio
- Santa Cecilia: 22 de noviembre
- Semana cultural de agosto: Del 1 al 10 de agosto con actuaciones musicales, comidas populares y actividades culturales para todos los asistentes.